# Resolución 825 del Consejo de Seguridad de las Naciones Unidas
La Resolución 825 del Consejo de Seguridad de las Naciones Unidas, adoptada el 11 de mayo de 1993, exhortó a la República Popular Democrática de Corea (Corea del Norte) a reconsiderar su decisión de retirarse del Tratado de No Proliferación Nuclear y permitir a los inspectores de armas del Organismo Internacional de Energía Atómica (OIEA) el acceso al país, después de que previamente les había denegado la entrada.

## Antecedentes
El 30 de enero de 1992, Corea del Norte firmó oficialmente el Tratado de No Proliferación Nuclear (TNP) en un "acuerdo de salvaguardias de alcance total" después de haberse adherido originalmente a él en 1985, que permitió que las inspecciones comenzaran en junio de 1992; sin embargo, las reuniones no lograron establecer un régimen de inspección bilateral. El OIEA no estaba satisfecho de que Corea del Norte hubiera revelado completamente su producción de plutonio y solicitado acceso a ciertas instalaciones.  Debido a la falta de progreso en las negociaciones y la negativa de la RPDC a permitir la inspección de dos sitios sospechosos de desechos nucleares, Corea del Norte notificó al OIEA el 12 de marzo de 1993 su intención de retirarse del Tratado de No Proliferación.  La Junta de Gobernadores del OIEA notificó posteriormente al Consejo de Seguridad que Corea del Norte no estaba cumpliendo con sus obligaciones en virtud del Acuerdo Conjunto entre la RPDC y el OIEA.

## Provisiones
La resolución fue aprobada con 13 votos, ninguno en contra y dos abstenciones de la República Popular China y Pakistán,  que pedían que Corea del Norte regresara al TNP. El Consejo de Seguridad tomó nota con preocupación de las intenciones de la República Popular Democrática de Corea y reafirmó la "contribución crucial que el progreso en la no proliferación puede hacer al mantenimiento de la paz y la seguridad internacionales", por lo que exhortó al gobierno de Corea del Norte a que se comprometa y cumpla sus obligaciones en virtud del Tratado. La resolución también requería que el director general del OIEA consultara con la RPDC para encontrar una solución e informar a su debido tiempo. Ante la insistencia de la República Popular China, que se abstuvo, la resolución no hizo referencia a ninguna sanción si Corea del Norte no cumplía con el Consejo de Seguridad.

## Secuelas
Corea del Norte acusó a la OIEA de "liquidar su socialismo"  y llevó a cabo más pruebas de misiles del 29 al 30 de mayo de 1993, disparando misiles balísticos Rodong-1 al Mar de Japón. Después de negociaciones directas con los Estados Unidos, Corea del Norte revocó su decisión anterior de retirarse del TNP en junio de 1993 y se reanudaron las inspecciones de armas, aunque no bajo los términos completos de acceso del Acuerdo Conjunto original. En octubre de 1994, las negociaciones en curso dieron como resultado el Marco Acordado en el que la RPDC aceptó las salvaguardias originales del OIEA de 1992 y congelar y desmantelar sus reactores nucleares y otras instalaciones bajo la supervisión del OIEA a cambio de reactores de agua ligera.